# 艾莉與AJ
“Aly & AJ”（又译“阿莉和阿J”），美国一双人流行摇滚乐团，由姐妹俩艾莉·蜜雪卡（Alyson Renae "Aly" Michalka）与AJ·蜜雪卡（Amanda Joy "AJ" Michalka）组成，其中艾莉森是姐姐，两人相差两岁，而且都是创作型歌手、吉他手和演员。她们均在加州托伦斯出生，童年曾在华盛顿州西雅图度过。2004年成立乐团，与好莱坞唱片签约。2005年发行首张专辑 Into the Rush，2007年发行第二张专辑 Insomniatic。2009年7月8日宣布乐团更名为“78violet”。2009年9月表示其第三张专辑将在2010年初发行。2015年12月9日宣布將樂團名改回“ Aly & AJ ”.
知名的歌曲有：Potential Breakup Song (2007)、Like Whoa (2008)、Chemicals React (2006)、Rush (2005)、No One (2005)、Do You Believe in Magic (2005)、Walking on Sunshine (2005)。
```
 aly and aj於2017 7月份時發表了新單曲take me   歌曲被受好評                 
```

姐妹俩都信仰基督教。在《Blender》杂志的一次采访中，曾表示不认同生物学中的演化论。阿曼达补充道：“演化论很愚蠢。（人类是从）猴子（演化来的）？呃，不。”（"Evolution is silly. Monkey? No.") 2018年姐妹倆在一次訪談中聲明兩人皆相信演化論，並事後在Twitter上藉由回覆網友：“ 演化論是對的... 感謝上帝讓人們不僅身體且心智上同時進行蛻變。”撤銷對演化論的反對。